# Martin Martínez
Martin Martínez (Burgos, 22 febbraio 1946 – Nevers, 4 febbraio 2012) è stato un ciclista su strada spagnolo naturalizzato francese dal 1963. Professionista dal 1972 al 1975 vinse una tappa nella Vuelta a España 1974.

## Carriera
La sua carriera professionistica fu breve e povera di risultati. Vinse all'esordio il Circuit des monts du Livradois e una tappa alla Vuelta a España nel 1974; fra i piazzamenti, l'ottavo posto nel 1972 nella corsa in salita al Mont Chauve, il quinto posto nel 1975 nella stessa prova e un quinto posto al Trophée des Grimpeurs nel 1974.
La famiglia Martinez è particolarmente dedita al ciclismo, infatti Martin era il padre di Raphaël Martinez, il fratello di Mariano Martínez e zio di Miguel Martinez e Yannick Martinez, nonché prozio di Lenny Martinez, tutti ciclisti o ex ciclisti professionisti.

## Palmarès
- 1963 (dilettanti)

Varennes-Vauzelles
- 1966 (dilettanti)

Grand prix de la Brasserie
- 1969 (dilettanti)

Grand Prix de Maillet
- 1970 (dilettanti)

3ª tappa Tour Nirvenais Morvan
- 1971 (dilettanti)

Grand Prix du Rosé à Corent
- 1972

Circuit des monts du Livradois
- 1974

10ª tappa 2ª semitappa Vuelta a España

## Piazzamenti

### Grandi Giri
- Vuelta a España

1974: ritirato